# Kennya Cordner
Kennya Kinda Esther Cordner, detta Yaya (Speyside, 18 novembre 1988), è una calciatrice trinidadiana, attaccante del Beylerbeyi della nazionale trinidadiana.

## Carriera

### Inizi e calcio universitario
Cordner, che nasce a Speyside, villaggio sito nell'isola di Tobago, frequenta Signal Hill Secondary Comprehensive dove nel periodo di studio viene avviata alla disciplina sportiva del calcio.
Trasferitasi negli Stati Uniti d'America per completare gli studi, Cordner ha frequentato lo Young Harris College, un'università privata situata nello stato federato della Georgia. Affiancando al percorso scolastico l'attività agonistica nella squadra di calcio femminile dell'ateneo, le Mountain Lions, nella stagione 2006, scende in campo in 13 incontri, segnando 18 reti e fornendo alle compagne nove assist. Nella stagione successiva ha giocato in 17 partite, segnando 37 gol, servendo 13 assist per un totale di 87 punti per la stagione - il più alto risultato del programma.

### Club
Oltre a disputare il campionato della National Junior College Athletic Association (NJCAA), nel 2006 Cordner ha firmato un contratto con il Northampton Laurels, squadra iscritta alla Women's Premier Soccer League (WPSL), in quel momento la più alta divisione di calcio professionistico femminile disputata negli Stati Uniti. Al momento della sua firma, la squadra era al terzo posto nella WPSL Eastern Conference - South Division. Grazie alla rete vincente siglata da Cordner al Adirondack Lynx, testa di serie, ha contribuito a garantire l'accesso della sua squadra ai play-off.
Nel 2009 si trasferisce in Europa, raggiungendo la connazionale Ahkeela Mollon al Kvarnsvedens IK per giocare in Division 1, secondo livello del campionato svedese femminile di calcio, raggruppamento nord, parte della stagione. Rimane con la squadra della cittadina nel comune di Borlänge fino al termine del campionato, siglando 5 reti e condividendo con le compagne il quarto posto in classifica e la conseguente agevole salvezza.

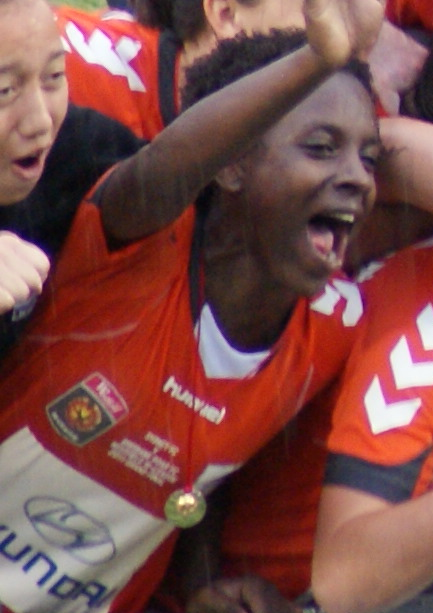
Cordner festeggia la vittoria in campionato con il

Al termine del 2010 Cordner si trasferisce per una nuova sfida all'estero, firmando con il Brisbane Roar, per giocare i restanti due mesi della stagione 2010-2011 dell'australiana W-League, scelta che la calciatrice dichiara in un'intervista essere in funzione di una crescita del suo livello tecnico e per spronare le calciatrici sue connazionali. In campionato viene impiegata in quattro incontri, giocando un totale di 99 minuti e siglando una rete, contribuendo alla vittoria della squadra nel campionato W-League 2010-2011.
Terminati gli impegni in Australia, Cordner fa ritorno in patria, giocando per il Tobago nella Lucky Bakery Women's Super League, mentre dall'estate 2011 veste la maglia del San Juan Jabloteh, squadra con sede nella capitale trinidadiana Port of Spain. In quella stagione si conferma tra le più produttive calciatrici del campionato, siglando 7 reti nell'incontro con le avversarie dell'Arima Giants e lanciando la sua squadra ai vertici della classifica. Il primato dei gol realizzati viene migliorato nella partita contro il Tunapuna Titans, dove Cordner va a segno nove volte.
Cordner ha poi firmato con l'Issaquah, la squadra riserve del Seattle Reign per la stagione 2013. Durante il suo incontro di esordio, ha segnato due gol contro l'Emerald City.
Il 19 giugno 2013 venne annunciata la firma di Cordner per il Seattle Reign nel campionato inaugurale della National Women's Soccer League. Del nuovo acquisto l'allora tecnico del Seattle Reign Laura Harvey si dichiarò entusiasta per la propensione dell'attaccante trinidadiana ad andare a rete in ogni campionato in cui avesse giocato e di vedere l'impatto che avesse nella NWSL. Nella sua stagione inaugurale Cordner viene utilizzata in due sole occasioni, svincolandola a metà luglio per lasciare il posto, come previsto dal regolamento che imponeva solo due giocatrici internazionali per squadra, a un'altra straniera, l'australiana Emily van Egmond.
Nel 2014 si trasferisce al Seattle Sounders, per giocare nell'altra lega professionistica statunitense, la United Soccer Leagues W-League. Negli anni successivi, dopo aver indossato la maglia del Dallas Women nel 2017, in quello stesso anno sottoscrive un accordo con le paraguaiane dello Sportivo Limpeño, con le quali rimane fino a fine anno, per ritornare in Europa, questa volta in Norvegia, firmando per il Sandviken, squadra con sede nell'omonimo storico quartiere di Bergen, dalla stagione 2018.
Alla sua prima stagione norvegese fa il suo esordio il 24 marzo 2018, nell'incontro di Toppserien perso in trasferta per 1-0 con il Kolbotn; sigla 7 reti su 18 incontri in campionato, con la squadra che ottiene il quarto posto, la migliore prestazione in Toppserien fino a quel momento, e raggiunge la finale, poi persa per 4-0 con le avversarie del LSK Kvinner, di Coppa di Norvegia, dove si rivela preziosa per il passaggio del turno segnando la rete della vittoria per 2-1 sul Trondheims-Ørn ai quarti di finale. Nella stagione successiva si conferma come uno degli elementi più preziosi della squadra, che bissa il quarto posto in campionato, con Cordner che si aggiudica il titolo di capocannoniere con 17 reti segnate.

### Nazionale
Cordner incomincia a essere convocata dalla federazione calcistica di Trinidad e Tobago (a quel tempo Trinidad and Tobago Football Federation - TTFF) dal 2001, indossando la maglia prima della formazione Under-17, per passare alla nazionale maggiore all'età di 15 anni.
Con la nazionale trinidadiana disputa i tornei continentali di CONCACAF Women's Championship, che fungevano anche per la qualificazione ai campionati mondiali, nelle edizioni di Messico 2010, e Stati Uniti 2014 e 2018, fallendo sempre l'accesso alla fase finale, e alle Olimpiadi di Londra 2012 e Rio 2016, oltre ai Giochi panamericani di Messico 2011 e Toronto 2015.

## Palmarès

### Club
- Campionato australiano: 1

Brisbane Roar: 2010-2011
- Campionato norvegese: 1

Sandviken: 2021

### Nazionale
- Coppa dei Caraibi femminile: 1

2014

### Individuale
- Capocannoniere del campionato norvegese: 1

2019 (17 reti)
- Calciatrice trinidadiana dell'anno: 2

2005, 2010